# 王德固
王德固（1815年—？），字子堅，一字桓之，河南省鹿邑縣人。清朝政治人物。官至四川布政使。

## 生平
道光十八年（1838年）三甲進士。任刑部江西司主事，历升刑部安徽司員外郎、刑部直隸司郎中。咸丰六年（1856年），任江南道监察御史，歷改廣東道、京畿道監察御史。咸豐九年（1859年）任江西南安府知府，咸豐十一年（1861年）改江西贛州府知府。同治元年（1862年），兼署吉南贛甯道。同治六年（1867年）江西按察使。同治八年（1869年），升四川布政使。